# Cerin
Pour les articles homonymes, voir Čerin et Čerín.
Cerin est un hameau de la commune de Marchamp, dans l'Ain.

## Situation
Cerin se trouve à 20 km de Belley, 75 km de Lyon, 80 km de Grenoble et 90 km de Genève.
C'est un village situé à 560 m d'altitude.

## Géologie
Cerin était connu à la fin du XIXe siècle pour la qualité de son calcaire lithographique. En effet, la région était, du temps des dinosaures, une lagune tropicale. Le calcaire lithographique est constitué d'une boue très fine et solidifiée qui s'est déposée il y a environ 153 millions d'années au fond de cette lagune.
L'exploitation de la carrière, pendant l'âge d'or de la lithographie, avait permis de découvrir des restes d'animaux et de plantes fossilisés dans la roche.

## Paléontologie
La fouille de ce site du Jurassique supérieur, de 1975 à 1995, a représenté une opération unique en son genre et de haut niveau technologique. Dirigée par des géologues de l’Université Claude Bernard Lyon 1, elle a nécessité du gros matériel de travaux publics[réf. nécessaire].
Cette opération a permis la récolte d'algues, fougères, conifères, mollusques, oursins, étoiles de mer, crustacés, reptiles, poissons, ainsi que des traces de tortues et de reptiles dont les traces d'un dinosaure sauteur Saltosauropus latus.
Ces découvertes prouvent l’existence à Cerin d’une lagune tropicale datant d’environ 153 millions d’années.